# Hovhannes Nazaryan
Hovhannes Nazaryan (in armeno Հովհաննես Նազարյան?; 11 marzo 1998) è un calciatore armeno, difensore svincolato.

## Carriera

### Club
Cresciuto nel settore giovanile del P'yownik, con cui esordisce nel calcio professionistico armeno, nel 2018 si accasa al Noah, con cui vince una coppa nazionale.
Nel 2020 passa allo Širak, rimanendovi un solo anno. Nel 2021 passa all'Ararat.

### Nazionale
Dopo aver giocato nelle selezioni giovanili Under-19 e Under-21, viene convocato in nazionale maggiore nel 2022 dal CT Joaquín Caparrós. Esordisce il 29 marzo 2022 in un match amichevole contro la Norvegia, terminato 9-0 in favore degli scandinavi.

## Palmarès

### Club

#### Competizioni nazionali
- Coppa d'Armenia: 1

Noah: 2019-2020